# Nárcizmus

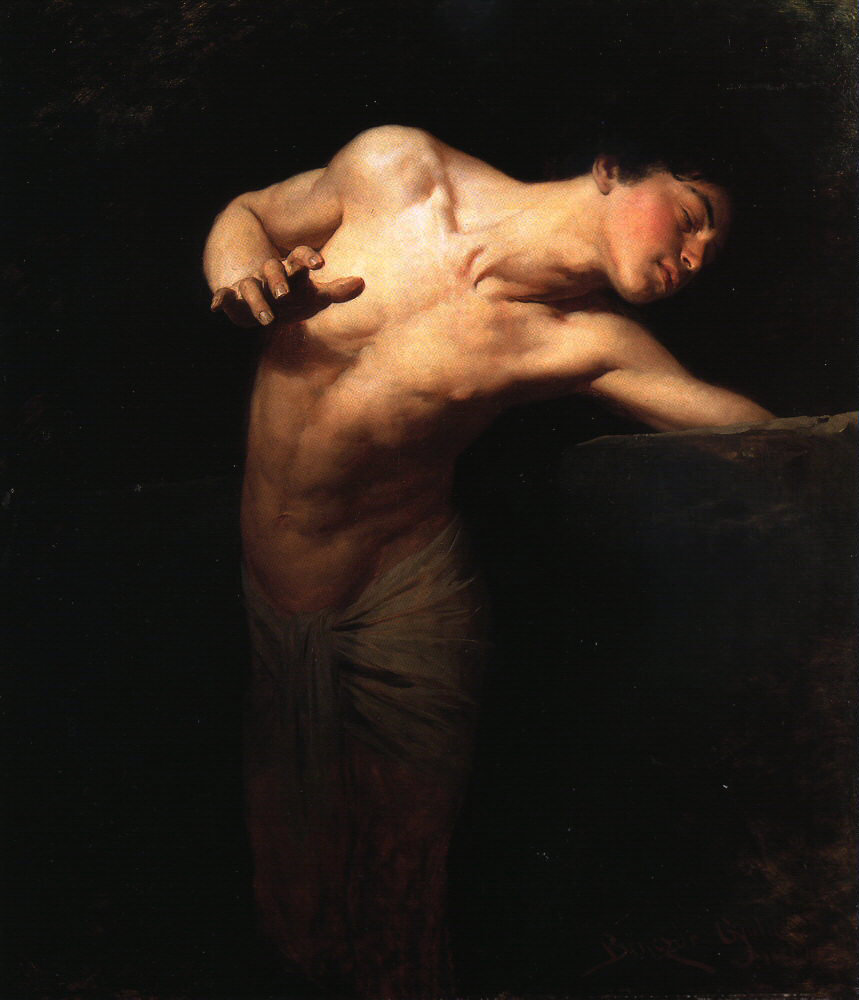
Benczúr Gyula: Narcissus (1881)

A narcizmus a narcisztikus személyiség által mutatott tulajdonságok és viselkedés absztrakciójának a neve. A narcizmus beképzeltség, hiúság, önhittség vagy egyszerűen az önzés személyiségvonása. Alkalmazzák az elnevezést társadalmi csoportra, gyakran használják utalásként elitizmusra, vagy közönyösségre mások nehéz helyzete iránt.
A narcizmus kifejezést Sigmund Freud alkotta meg a görög mitológiai alakra, Narkisszoszra utalva. Ő egy betegesen önhitt fiatal férfi volt, aki beleszeretett saját tükörképébe. Freud úgy gondolta, hogy egy bizonyos szintű narcizmus mindannyiunkban születésünktől fogva jelen van. Andrew P. Morrison szerint felnőtt korban egy indokolt mennyiségű narcizmus teszi lehetővé, hogy az egyén tisztában legyen szükségleteivel, ezáltal pedig kiegyensúlyozottá váljék másokkal való kapcsolataiban.

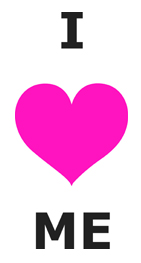
Szeretem magam

## Jellemzői (Freud nyomán)
Lényege, hogy az illető saját személyiségét mások rovására, mindenek fölé helyezve imádja, érdeklődése központi tárgyaként kezeli, továbbá a kielégülésnek olyan egoista és kíméletlen keresését jelenti, amely a dominancia és a kritikátlan igyekezet (ambíció) révén valósul meg. A pszichológiában a narcisztikus személyiség az, aki nagyon szereti (sajnálja) magát, de fontos hangsúlyozni, hogy a kifejezésnek nincs alaphelyzetben patológiás értelme.
Kívülről nézve úgy látszik, hogy a narcisztikus személy nagyra tartja magát, holott gyakrabban éppen az ellenkezője, az alacsony önbecsülés az igaz. A narcisztikus ember számára az embertársakkal való összehasonlítás során születik meg az én értéke, ezért neki nem elég, ha ő jó, vagy nagyon jó, neki a legjobbnak kell lennie.
A narcisztikus személyből, sok más emberhez hasonlóan, általában hiányzik az empátia képessége, de problémáikat kezelni tudják azzal, hogy igényüknek megfelelő foglalkozást választanak, mint például színészet, vezetés, és általában a média. Ezekben a foglalkozásokban a narcizmussal még exhibicionizmus is párosul.

## A narcizmus történetisége

### Mitológiai eredet
A görög mitológiában Narcissus egy délceg ifjú volt, aki sosem látta a tükörképét. Echo nimfát Héra megátkozta fecsegéséért, hogy „mindig övé legyen az utolsó szó”. Echo látta Narcissust az erdőben, de nem szólhatott hozzá, hisz az átok miatt nem szólalhatott meg elsőként. Amikor Narcissus megszomjazott, megállt a tónál, hogy igyék, és a vízben – akkor életében először – meglátta a tükörképét. Még sosem látott annál szebbet, beleszeretett, és beszélni kezdett hozzá. Echo követte, és mindig megismételte szavait. Mivel Narcissus nem tudta, hogy amit lát, az csak saját arcának tükröződése a vízben, azt hitte, hogy az szól hozzá, így szerelme még inkább elmélyült. Mivel szerelme nem teljesülhetett be, Narcissust elepesztette a sóvárgás és virággá változott, mely azóta is őrzi a nevét.

### Történelem
A túlzott önzés fogalma a történelemben már igen korán megjelent. Az ókori görögök hübrisznek hívták e tulajdonságot, mely például a görög hősök esetében pozitív jelentéstartalommal bírt. Pszichológiai értelemben csak viszonylag későn kezdték alkalmazni. 
- 1898-ban Havelock Ellis angol szexológus a narcisztikus kifejezést a túlzott maszturbációt folytató személy leírására alkalmazta, aki saját testére mint szexuális tárgyra tekintett.[3]
- 1899-ben Paul Näche volt az, aki egy szexuális perverziókról szóló tanulmányban a narcizmus fogalmát először használta.
- 1911-ben Otto Rank kiadta az első narcizmussal foglalkozó pszichoanalitikus folyóiratot, melyben azt a hiúsággal és az önhittséggel kapcsolta össze.
- Sigmund Freud egy folyóiratot adott ki 1914-ben, melyet teljes egészében a narcizmusnak szentelt. Címe: On Narcissism: An Introduction.[4]
- 1923-ban Martin Buber Ich und Du (I and You) címmel írt esszéjében kifejtette, hogy narcizmusunk gyakran vezet ahhoz, hogy másokra tárgyként, nem pedig egyenlő félként tekintsünk.

## Egészséges narcizmus
Az egészséges narcizmus az én strukturális őszintesége, az én- és tárgyállandóság elérése, összehangoltság az ego és a superego között, egyensúly a libidó és az agresszió mint motivációk között. Az egészséges narcizmus egy állandó, valóságos tulajdonságainkon alapuló önmagunk iránti érdeklődés, mely által érett célokat, elveket fogalmazunk meg; képesség, hogy mély tárgyilagos összefüggéseket fedezzünk fel. Az egészséges narcizmushoz kapcsolódó tulajdonság a nagyszerűség érzése. Gyakran használják, hogy bizonytalanságot vagy valamire való alkalmatlanság érzését kendőzzék el vele.

## A normális fejlődés egy szükséges eleme
Az egészséges narcizmus minden egyénben jelen lehet. Freud szerint ez egy alapállapot, melyből az egyén szerelme tárgyának tulajdonságait hívja létre.[1] Azt állítja, hogy a szülők szeretete és attitűdje a gyerek felé értelmezhető saját narcizmusuk újjáéledéseként is.[1] A gyerek mindenhatónak hiszi magát, a szülők pedig ösztönzik ezt az érzést, mert olyan dolgokat látnak a gyerekben, amiket ők maguk sosem értek el. Semleges megfigyelőkhöz képest a szülők hajlamosak túlértékelni gyerekeik képességeit. Ha a szülők extrém módon ennek ellentétét gyakorolják: visszautasítják vagy következetlenül, hangulatuktól függően adnak megerősítést a gyereknek, akkor az nem lesz tisztában saját szükségleteivel.

## A beteges narcizmussal kapcsolatban
Az egészséges narcizmus az ember önmaga iránt érzett szeretete, mely az ártalmaktól védi. De végtére is az embernek a valaki mást kell szeretnie, és így szeretete tárgyát is megvédenie. Az egyén megbetegszik a frusztráció miatt, ha nem képes mást szeretni. Beteges narcizmusnál – mint például a narcisztikus személyiségzavar vagy a szkizofrénia – a személy libidója visszavonódik a világ bármely más eleméről, és megalománia kialakulásához vezet. Kernberg, Kohut és Millon a beteges narcizmust a kisgyermekkori-, együttérzést és következetességet nélkülöző társas kapcsolatok lehetséges kimeneteleként látják, szerintük a narcisztikus ember ezt próbálja kompenzálni felnőttkori viselkedésével. Freud szerint a beteges narcizmus az egészséges narcizmus felnagyított, extrém megnyilvánulása.
Az egészséges narcizmussal kapcsolatban azt tartják, hogy korrelál a jó lelkiállapottal. Az önbecsülés mediátorként működik a narcizmus és a lelki egészség közt. Emiatt a megnövekedett önbecsülés miatt – ami a szerethetőség és alkalmasság érzéséből fakad -, a narcisztikus személyiségek szinte mentesek az aggodalom és a szomorúság érzésétől. Más kutatások tanúsága szerint a narcizmusra nem lehet egyértelműen jóként vagy rosszként tekinteni, az ugyanis, hogy pozitívként vagy negatívként aposztrofáljuk-e, a körülményektől függ. Például új kapcsolatok létesítésekor és magunkról jó vélemény kialakításakor az egészséges narcizmus hasznos, de társas kapcsolatok fenntartásában és a pontos önismeret kérdésében hátrányunkra válik.

## Solan egészséges narcizmusa
Ronnie Solan szerint az egészséges narcizmus egy érzelmi immunrendszer, mely az egyén lelki egyensúlyáért felel az idegen behatások ártalmaival szemben (1998).
Az egészséges és ártalmas narcizmus egészségre gyakorolt hatása:
| Jellemzők                                   | Egészséges narcizmus                                                                                         | Ártalmas narcizmus |
| ------------------------------------------- | --- | --- |
| Önbizalom                                   | A realitással egyező magasfokú önbizalom                                                                     | Felnagyított |
| Vágy erőre, vagyonra, csodálatra            | Élvezheti az erő birtoklását                                                                                 | Gátlástalanul küzd az erő birtoklásáért |
| Kapcsolatok                                 | Megbecsül másokat és ötleteiket; nem használ ki, vagy értékel le másokat                                     | Megbecsülése a „társadalmilag megkövetelt”- re korlátozódik, ha érdekeinek megfelel. Lelkiismeret-furdalás nélkül kihasznál és értékel le másokat. |
| Képesség, hogy egy elvet szilárdan kövessen | Vannak elvei; terveit véghez viszi                                                                           | Nincsenek elvei; könnyen un meg dolgokat és vált irányt                                                                                            |
| Alap                                        | Egészséges gyermekkor az önbecsülés támogatásával és megfelelő szabályok alkalmazásával társas viselkedésben | Traumatizáló gyermekkor az önbecsülés sárba tiprásával és/vagy azzal a tapasztalattal, hogy nem kell másokra tekintettel lenni                     |

## Tapasztalati tanulmányok
A pszichológia két ága kutatja a narcizmust: a klinikai- és a szociálpszichológia. Ezek a megközelítések különböznek a narcizmus felfogásában: az előbbi rendellenességként, az utóbbi személyiségvonásként tartja számon. Ez a két kutatási vonal széttartóan halad, habár bizonyos pontokon egyezések tapasztalhatók. Áttekintették a narcizmusról szóló irodalmat. Állításuk szerint a narcisztikus személyek a következő alaptulajdonságokkal rendelkeznek: 
- Pozitív: Jobbnak hiszik magukat másoknál.[12]
- Elbizakodott: Szemléletük a valósággal összeegyeztethetetlenhez közelít. Az önjellemzés és a tárgyilagos mérések összehasonlításánál a narcisztikusok énképe erősen túlzónak bizonyult.[13]
- Különleges: Önmagukat egyéninek és különlegesnek látják.[14]
- Önző: Kísérletek támasztották alá a feltételezést, hogy a narcisztikus emberek önzők.[15]
- Sikerorientált: Szemléletmódjukra eredendően a sikerorientáltság jellemző.[16]

A narcisztikus személyek csökkent érdeklődést mutatnak a meghitt, mély emberi kapcsolatok iránt. Campbell és Foster (2007) számos ellentmondásról számoltak be arra nézve, hogy a narcizmus egészséges vagy egészségtelen, személyiségzavar, diszkrét vagy állandó változó, védekező- vagy támadómechanizmus, egyezik-e a nemeknél, kultúráknál, egyáltalán változó vagy állandó.
Campbell és Foster (2007) szerint az önszabályozó stratégiák a legfontosabbak ahhoz, hogy a narcizmust megértsük. A narcisztikus emberek önszabályozása magába foglalja a törekvést, hogy magukat szépnek, egyedinek, sikeresnek és fontosnak lássák. Ez megvalósul egyéni szinten – például hiba esetén az illető a helyzetet okolja maga helyett -, illetve a személyközi kapcsolatok szintjén is – például saját igényei kielégítésére használja fel a kapcsolatot.
Campbell, Reeder, Sedikides és Elliot (2000) tanulmányában eltérések mutatkoztak a narcisztikus és a nem narcisztikus emberek önszabályozásában. A tanulmány két kísérletet foglalt magába, ezek mindegyikében két feladatot kellett megoldaniuk a vizsgálati személyeknek, amelyeket hamis visszajelzések követtek (ál-sikeresség és –sikertelenség). Mindkét csoport alkalmazott ént védő mechanizmusokat sikertelenségnél, de a nem narcisztikusoknál ennek voltak határai. Ezzel ellentétben, amikor a narcisztikusok negatív visszajelzést kaptak az én-felnagyítás, -felértékelés mindig működésbe lépett.

## Narcisztikus személyiségzavar
Habár a legtöbb egyénnek vannak narcisztikus személyiségvonásai, ennek túlzott mértékű megjelenése már kórosnak számít, ennek neve a narcisztikus személyiségzavar. Jellemzője, hogy az egyén túlbecsüli képességeit, és túlzott mértékben igényli a csodálatot és elismerést.
Hotchkiss létrehozott egy listát, melyet a narcizmus hét főbűnének nevezett el.
A narcizmus hét főbűne Hotchkiss szerint:
1. Szégyentelenség: A szégyen az, ami a kóros narcizmus mögött rejlik. Ezt az érzést nem képesek egészséges módon feldolgozni.
2. Mágikus gondolkodás: A narcisztikusok tökéletesnek látják magukat, ehhez torzításra és illúzióra van szükség: ez a mágikus gondolkodás. Alkalmazzák a projekciót is, hogy a szégyent másokra vetítsék.
3. Arrogancia: Úgy tudják visszanyerni önbecsülésüket, ha másokat leértékelnek.
4. Irigység: Úgy biztosítják felsőbbrendűségi érzésüket másokkal szemben, hogy azok képességeit lekicsinylik.
5. Jogosultság: Úgy érzik, hogy különleges bánásmódra jogosultak, előzékenységet érdemelnek, aminek oka, hogy magukat rendkívülinek látják. Ha valaki ezt kétségbe vonja, az illető a narcisztikus egyén szemében kellemetlen, alkalmatlan embernek tűnik fel. Az akaratukkal szembeszegülés dühkitöréshez vezethet.
6. Kizsákmányolás: Másokat többféleképp kizsákmányolnak, anélkül, hogy az érzéseiket, érdeklődésüket tiszteletben tartanák. A másik embert gyakran alárendelt pozícióban tartják, amiből a menekülés nehéz, vagy épp lehetetlen.
7. Elvétett határok: Nem észlelik határaikat, azt, hogy a többi ember különálló, és nem saját maguk kiterjesztései. A többi ember azért létezik a narcisztikusok szerint, hogy az ő igényeiket kiszolgálja. Akik ezt megteszik, azokat saját maga részének tekinti, ezeknek az embereknek eleget kell tenniük elvárásainak. A narcisztikus emberek elméjében nincs határ önmaguk és a többi ember között.

- Steven Carter-Julia Sokol: Segítség, a párom narcisztikus!, Hétköznapi pszichológia sorozat, Park Könyvkiadó, 2012, fordította: Orosz Ildikó, 978-963-530924-5

## Nyelvhasználat és helyesírás
A magyar nyelvben – beleértve a köznyelvet, a sajtót, valamint a pszichológiai és ismeretterjesztő szakirodalmat is – széles körben elterjedt a nárcizmus és nárcisztikus alakok használata. Nem csak a mindennapi nyelvhasználatban, hanem a pszichológiai szakkönyvekben, tudományos publikációkban és szakmai írásokban is legtöbbször így szerepelnek. Az "a" helyett "á" szerinti írásmód meghatározó a szakemberek írásbeli és szóbeli nyelvhasználatában is, annak ellenére, hogy a magyar helyesírás szabályai szerint a helyes alak a narcizmus és narcisztikus.
- A hivatalos helyesírás szerint: narcizmus, narcisztikus.
- Az általános köznyelvi és szakmai nyelvhasználatban: nárcizmus, nárcisztikus.

## Fordítás
- Ez a szócikk részben vagy egészben  a   Narcissism című angol Wikipédia-szócikk fordításán alapul.  Az eredeti cikk szerkesztőit annak laptörténete sorolja fel. Ez a jelzés csupán a megfogalmazás eredetét és a szerzői jogokat jelzi, nem szolgál a cikkben szereplő információk forrásmegjelöléseként.

## További irodalom
1. Carter S.-Sokol J.: "Segítség, a párom narcisztikus!", Park Könyvkiadó, 2012, Fordította Orosz Ildikó
2. Altmeyer, M.: Narzissmus und Objekt, Verlag Vandenhoeck & Ruprecht, Göttingen 2000
3. Dahl, G.: Primärer Narzissmus und inneres Objekt. In: PSYCHE 55, Stuttgart 2001
4. Johanna J. Danis: Narzissmus bei Mann und Frau, München 1996, 2. Aufl., ISBN 3-925350-67-5
5. Eilts, H. J.: Narzissmus und Selbstpsychologie. Zur Entwicklung der psychoanalistischen Abwehrlehre, edition diskord, Tübingen 1998
6. Eissler, K. R.: Todestrieb, Ambivalenz, Narzissmus, Kindler Verlag, München 1971
7. Freud, S.: Zur Einführung des Narzißmus, Internationaler Psychoanalytischer Verlag, Leipzig, Wien, Zürich 1924
8. Stephen M. Johnson: Der narzisstische Persönlichkeitsstil. August 2000, ISBN 3-926176-16-4
9. Grunberger, Béla: Vom Narzissmus zum Objekt, Suhrkamp-Verlag, Frankfurt 1976
10. Hartkamp, N., W. Wöller, M. Langenbach, J. Ott: Narzisstische Persönlichkeitsstörung in: W. Tress u. Mitarb. (Hrsg.): Persönlichkeitsstörungen. Leitlinie und Quellentext, Schattauer Verlag, Stuttgart New York 2002
11. Henseler, H.: Narzisstische Krisen. Zur Psychodynamik des Selbstmordes, Westdeutscher Verlag, Wiesbaden 2000
12. Kernberg, Otto F., Hartmann, Hans-Peter: Narzissmus. Grundlagen – Störungsbilder – Therapie. 2005, ISBN 3-7945-2241-9
13. Kernberg, Otto F.: Borderline-Störungen und pathologischer Narzissmus. 2000, ISBN 3-518-28029-5
14. Kernberg, Otto F.: Narzisstische Persönlichkeitsstörungen, Schattauer Verlag, Stuttgart New York, 1998
15. König, Karl: Kleine psychoanalytische Charakterkunde, Vandenhoeck & Ruprecht, 1992 – 2008, Isbn: 978-3-525-01417-2
16. Kohut, Heinz: Narzißmus, 2002, ISBN 3-518-27757-X
17. Kohut, Heinz: Die Heilung des Selbst, 1981, Suhrkamp-Verlag,
18. Lasch, C.: Das Zeitalter des Narzissmus, dtv, München 1982
19. Neumann, E., H. W. Bierhoff: Ichbezogenheit versus Liebe in Paarbeziehungen, Zeitschrift für Sozialpsychologie 1 (2004) 33
20. Reich, Wilhelmn: Zwei narzisstische Typen (1922). In: W. Reich: Frühe Schriften I. Aus dem Jahre 1920 bis 1925, Fischer Verlag, Frankfurt 1977
21. Renger, A. B. (Hrsg.): Narcissus. Ein Mythos von der Antike bis zum Cyberspace, Metzler Verlag, Stuttgart 2002 ISBN 3-476-01861-X
22. Rosenfeld, H. A.: Zur Psychopathologie des Narzissmus – ein klinischer Beitrag in: H. A. Rosenfeld (Hrsg.): Zur Psychoanalyse psychotischer Zustände, Suhrkamp Verlag, Frankfurt 1981
23. Röhr, Heinz-Peter: Narzissmus. Das innere Gefängnis. Walter-Verlag, März 1999, ISBN 3-530-40059-9
24. Roth, H. J.: Narzissmus. Selbstwerdung zwischen Destruktion und Produktivität, Juventa Verlag, Weinheim 1990
25. Sachse, Rainer : Histrionische und Narzisstische Persönlichkeitsstörungen. April 2002, ISBN 3-8017-1446-2
26. Schütz, A.: Psychologie des Selbstwertgefühls. Von Selbstakzeptanz bis Arroganz, Kohlhammer Verlag, Stuttgart Berlin Köln 2000
27. Symington, N.: Narzissmus, Psychosozial Verlag, Gießen 2002
28. Thielen, M. (Hrsg.): Narzissmus. Körperpsychotherapie zwischen Energie und Beziehung, Leutner Verlag, Berlin 2002
29. Vamik D. Volkan: Spektrum des Narzissmus, eine klinische Studie des gesunden Narzissmus, 1994, ISBN 3-525-45770-7
30. Wahl, H.: Narzissmus? Von Freuds Narzissmus-Theorie zur Selbstpsychologie, Kohlhammer Verlag, Stuttgart 1985
31. Wardetzki, B.: Weiblicher Narzissmus. Der Hunger nach Anerkennung, Kösel Verlag, München 1991, ISBN 978-3-466-30765-4
32. Wirth, Hans-Jürgen: Narzissmus und Macht. Zur psychoanalyse seelischer Störungen in der Politik. August 2002, Gießen, Psychosozial-Verlag, ISBN 3-89806-044-6
33. Ziehe, T.: Pubertät und Narzissmus, EVA Verlag, Frankfurt Köln 1975